# Rhodobryum
Rhodobryum (Rosetmos) er en slægt af mosser med 36 arter i verden, hvoraf en enkelt findes i Danmark. Rhodobryum kan oversættes 'rosenmos' (fra græsk rhodon 'rose' og bryon 'mos') og hentyder til mossets store rosetstillede blade, der minder om blosterbladene hos en rose.
| Danske arter |

- Stor Rosetmos Rhodobryum roseum